# Berberidopsidales
Berberidopsidales Doweld è un piccolo ordine di angiosperme che comprende 4 specie in due famiglie.

## Distribuzione e habitat
La famiglia monotipica Aextoxicaceae è endemica del Cile e dell'Argentina; la famiglia Berberidopsidaceae comprende tre specie presenti in Cile e in Australia orientale.

## Tassonomia
- Aextoxicaceae Engl. & Gilg (1 specie)
- Berberidopsidaceae Takht. (3 spp.)